# Mauricio Lasansky
Mauricio Leib Lasansky (Buenos Aires, 12 de octubre de 1914 - Iowa City, 2 de abril de 2012) fue un artista y educador argentino-estadounidense, sobre todo conocido por sus técnicas avanzadas en grabado a buril y estampa para una serie de 33 dibujos de lápiz de la década de 1960 titulado "Los Dibujos nazis". Lasansky, quien emigró de Argentina y se convirtió en ciudadano de los Estados Unidos, se estableció en la escuela de grabado de la Universidad de Iowa, que ofreció el primer programa de Maestría en Bellas Artes en el campo en los Estados Unidos. Sotheby's lo identifica como uno de los padres del grabado moderno.

## Biografía
Hijo de judíos asquenazíes provenientes de Europa del Este, Lasansky nació el 12 de octubre de 1914 en Buenos Aires, Argentina. Estudió grabado con su padre polaco, que se había ganado la vida en esos campos. Mostró una promesa temprana, mostrándose favorablemente en la Exposición de Bellas Artes Mutulidad con una mención de honor a los 16 años y un premio a los 17 de escultura. Ingresó en la Escuela Superior de Bellas Artes de Buenos Aires en 1933. Tres años después, Lasansky inició su carrera como director de la Escuela Libre de Bellas Artes de Villa María. A lo largo de la década que ocupó esta dirección, expuso extensamente, culminando con una exposición retrospectiva individual en la Galleria Muller de Buenos Aires en 1943.
Lasansky se mudó a Nueva York en 1943, ocupando la primera de las cinco becas Guggenheim que se le darían, y eligió permanecer y convertirse en ciudadano de los Estados Unidos por razones políticas a pesar de la falta de recursos financieros y los desafíos con el idioma inglés. En 1945, ocupó su primer puesto en la Universidad de Iowa, como profesor invitado de artes gráficas. En tres años, se convertiría en profesor titular y finalmente establecería su escuela de grabado, ofreciendo el primer programa de Maestría en Bellas Artes en los Estados Unidos. En la década de 1960, la revista Time lo apodó "el impresor más influyente de la nación". Permaneció en el programa hasta su jubilación en 1984, después de lo cual continuó como artista en ejercicio. Susan Hale Kemenyffy estaba entre sus alumnos.
Lasansky se casó en 1937, llevando a su familia con él a los Estados Unidos en el momento de su segunda Beca Guggenheim, en 1944.

## Obra
El trabajo de Lasansky en su período argentino fue principalmente punta seca, con incursiones adicionales en grabado, grabado en relieve y corte de linóleo. Al carecer de contacto con otros impresores, desarrolló enfoques innovadores para el grabado en plancha de cobre. Dedicó sus primeros meses en los Estados Unidos a estudiar la extensa colección de estampas del Museo Metropolitano de Arte, experimentando con técnicas de arte moderno en su propio trabajo en Atelier 17 en Nueva York, absorbiendo técnicas en huecograbado e investigando particularmente la obra de Picasso, quien fue una gran influencia. Otras influencias citadas incluyen El Greco, Goya, Modigliani, Chagall y Stanley William Hayter. Fue un innovador en la creación de grandes obras de arte en placas de metal, a veces combinando más de 50 placas para producir una sola imagen.
Además de su grabado, Lasansky es conocido por la serie "Los dibujos nazis". Producidos entre 1961 y 1966, estos 33 dibujos se inspiraron en lo que Lasansky describió como el "desencadenamiento de la brutalidad" del Holocausto. La serie se exhibió por primera vez en el Museo Whitney de Arte Estadounidense para su inauguración en 1967. Los dibujos, en papel normal con lápiz de grafito y lavados de acuarela con la intención de sugerir sangre, retrataban a las víctimas y a los perpetradores de las atrocidades del Holocausto, pero también a los transeúntes, a quienes Lasansky sentía que tenían una gran parte de responsabilidad. A la muerte de Lasansky en 2012, las imágenes estaban expuestas en el Museo de Arte Stanley de la Universidad de Iowa como préstamo a largo plazo.

## Honores y reconocimientos
- 1943: Beca Guggenheim.
- 1944: Beca Guggenheim.
- 1945: Beca Guggenheim.
- 1953: Beca Guggenheim.
- 1959: Doctorado honoris causa, Iowa Wesley College.
- 1963: Beca Guggenheim.
- 1969: Doctorado honoris causa, Pacific Lutheran University.
- 1979: Doctorado honoris causa, Carleton College.
- 1980: Premio a la Enseñanza Distinguida de Arte, College Art Association.
- 1983: Premio Honorífico en Artes y Humanidades, Comisión para el Envejecimiento.
- 1985: Doctorado honoris causa, Coe College.
- 1990: Académico, Academia Nacional de Artes y Diseño, Nueva York.
- 1999: Premio Iowa.